# Cleopatra VI
Cleopatra VI Tryphaena (Oudgrieks Κλεοπάτρα Τρύφαινα) was volgens Porphyrius de tweede dochter van farao Ptolemaeus XII Neos Dionysos en koningin Cleopatra V en zou samen met haar oudere zuster Berenice IV na hun vaders vlucht naar Rome over Egypte hebben geregeerd. Maar Strabo heeft slechts weet van drie dochters, met name Berenice IV, Cleopatra VII en Arsinoë IV, waarvan enkel de eerste legitiem zou zijn geboren. Ze zou een dubieuze dood zijn gestorven enkele maanden na haar troonsbestijging.